# Hans Bourlon
Hans Piet Bourlon (Baardegem, 13 maart 1962) is een Belgisch televisieproducent die aan het hoofd staat van Studio 100.

## Levensloop
Hij behaalde een diploma wijsbegeerte aan de toenmalige Universitaire Faculteiten Sint-Aloysius.
Bourlon begon zijn carrière bij de toenmalige BRT als medewerker in 1987. Van 1989 tot 1996 was hij er televisieproducer van het programma Samson en Gert.
In 1996 richtte Bourlon samen met Danny Verbiest en Gert Verhulst het productiehuis Studio 100 op. Hij is er nog steeds een van de drijvende krachten en schrijft er onder andere mee aan liedjes, musicals en filmscenario's.
Bourlon werd in 2005 en 2007 genomineerd voor de onderscheiding Manager van het Jaar. In 2008 won hij deze onderscheiding samen met Gert Verhulst.
In 2015 stond Bourlon samen met zijn zakenpartner Verhulst op de 152e plaats in de lijst van rijkste Belgen. Het vermogen van Bourlon wordt geschat op € 112 miljoen euro.
In 2017 bracht hij het boek "De blik van Bourlon" uit, een bundeling en herwerking van columns die hij schreef voor De Tijd, en ontving hij de Prijs voor de Vrijheid van de denktank Libera!.
In 2019 ontving hij, gedeeld met Gert Verhulst, een Ereteken van de Vlaamse Gemeenschap, en bracht hij het boek "De Tijdreiziger" uit, waar hij met veel fantasie maar tegelijkertijd gebaseerd op huidige wetenschappelijke en technologische ontwikkelingen beschrijft hoe leven er in de toekomst kan uitzien.
Samen met zijn broer Joost is Hans Bourlon initiatiefnemer van "het Kunstuur", een origineel tentoonstellingsconcept dat Belgische kunst uit de periode van 1850 tot 1950 toont in combinatie met muziek en verhaalvertelling. Er zijn vestigingen van het Kunstuur in Mechelen, Roeselare en Hasselt.